# Fender (Schifffahrt)

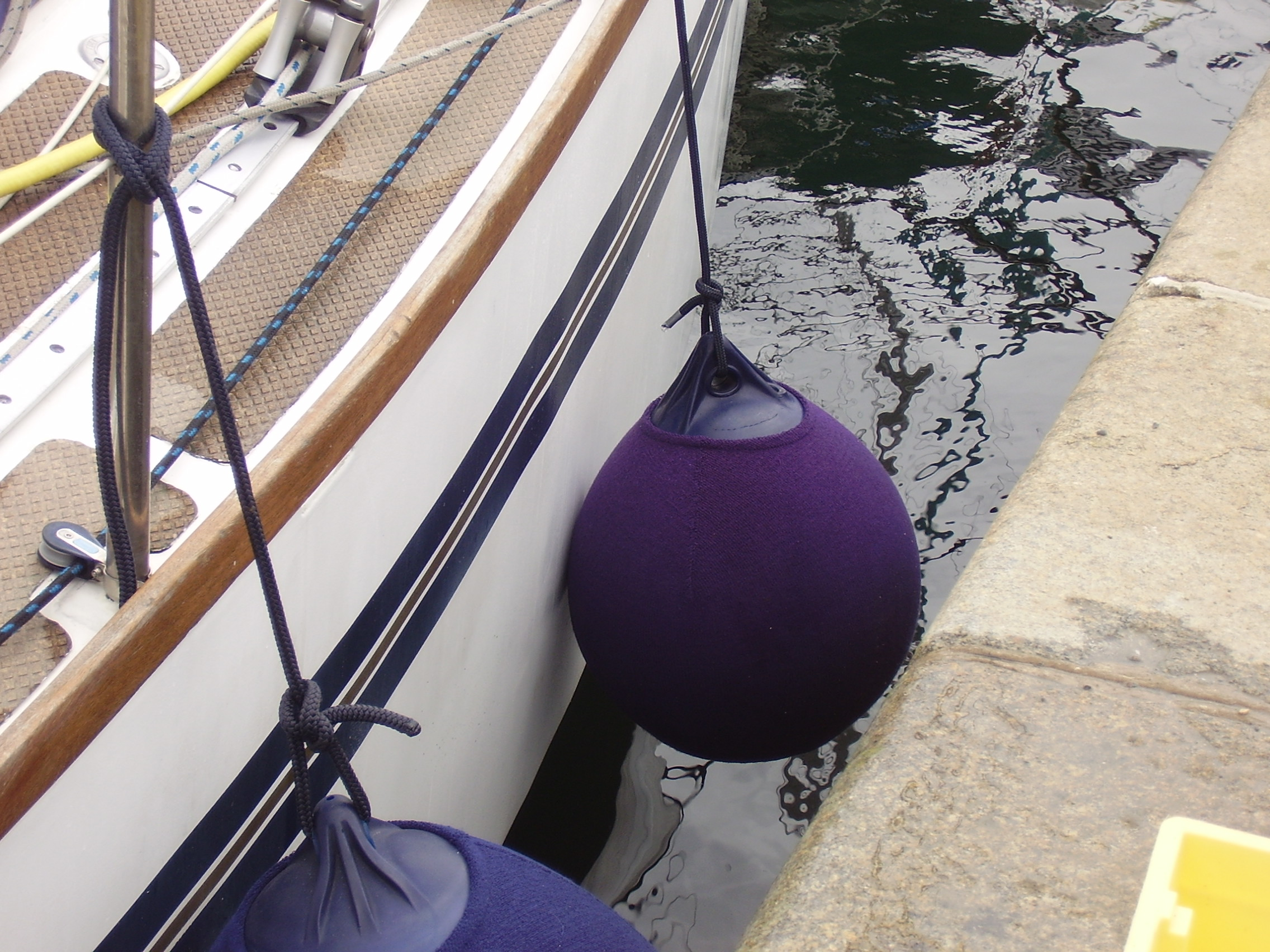
Fender zwischen Kaimauer und Segelyacht

Ein Fender ist ein Schutzkörper, der Beschädigungen an der Außenhaut eines Schiffes bei Hafenmanövern sowie beim Liegen an der Kaimauer oder im Päckchen (Schiff an Schiff) verhindern soll.
Der Fender wird dabei so zwischen Schiff und Kaimauer oder Landungsbrücke bzw. zwischen zwei Schiffen positioniert, dass er einerseits als Stoßdämpfer und andererseits als Abstandhalter dient, damit der Schiffsrumpf nicht scheuert. Als Fender für große Schiffe werden beispielsweise alte Autoreifen, geflochtenes Tauwerk oder Holzbalken verwendet. Letztere finden vornehmlich in der Binnenschifffahrt Verwendung und werden vor jedem Gebrauch ausgiebig gewässert, um ein geräuschvolles „Knarren“ bei Bewegung des Schiffes zu vermeiden, und damit das Holz elastisch bleibt. Ausgetrocknete Reibhölzer zersplittern leicht bei starkem Druck.
Von diesen Fendern gibt es auch extrem große Ausführungen von der Größe eines kleinen U-Bootes, die dann zwischen einem Supertanker und einem kleineren Leichter-Tanker (teilweise mit eigenem Antrieb) für Abstand sorgen, wenn der Supertanker wegen seines Tiefgangs nicht direkt am Land anlegen kann und auf Reede geleichtert werden muss.

## Verwendung auf Yachten
Auf Motor- oder Segelyachten werden in der Regel kugel- oder tonnenförmige, mit Druckluft gefüllte Kunststoffkörper verwendet. Bei seitlicher Positionierung werden die Fender bei Segelyachten an deren Reling befestigt. Als Befestigungsknoten werden meist der Rundtörn mit zwei halben Schlägen oder der gesteckte Webeleinenstek auf Slip verwendet. Auf Yachten gilt es als unfein, Fender während der Fahrt außenbords hängen zu lassen. 
Das Fenderbrett erweitert die Einsatzmöglichkeit von Fendern, zum Beispiel beim Anlegen an Pfählen.

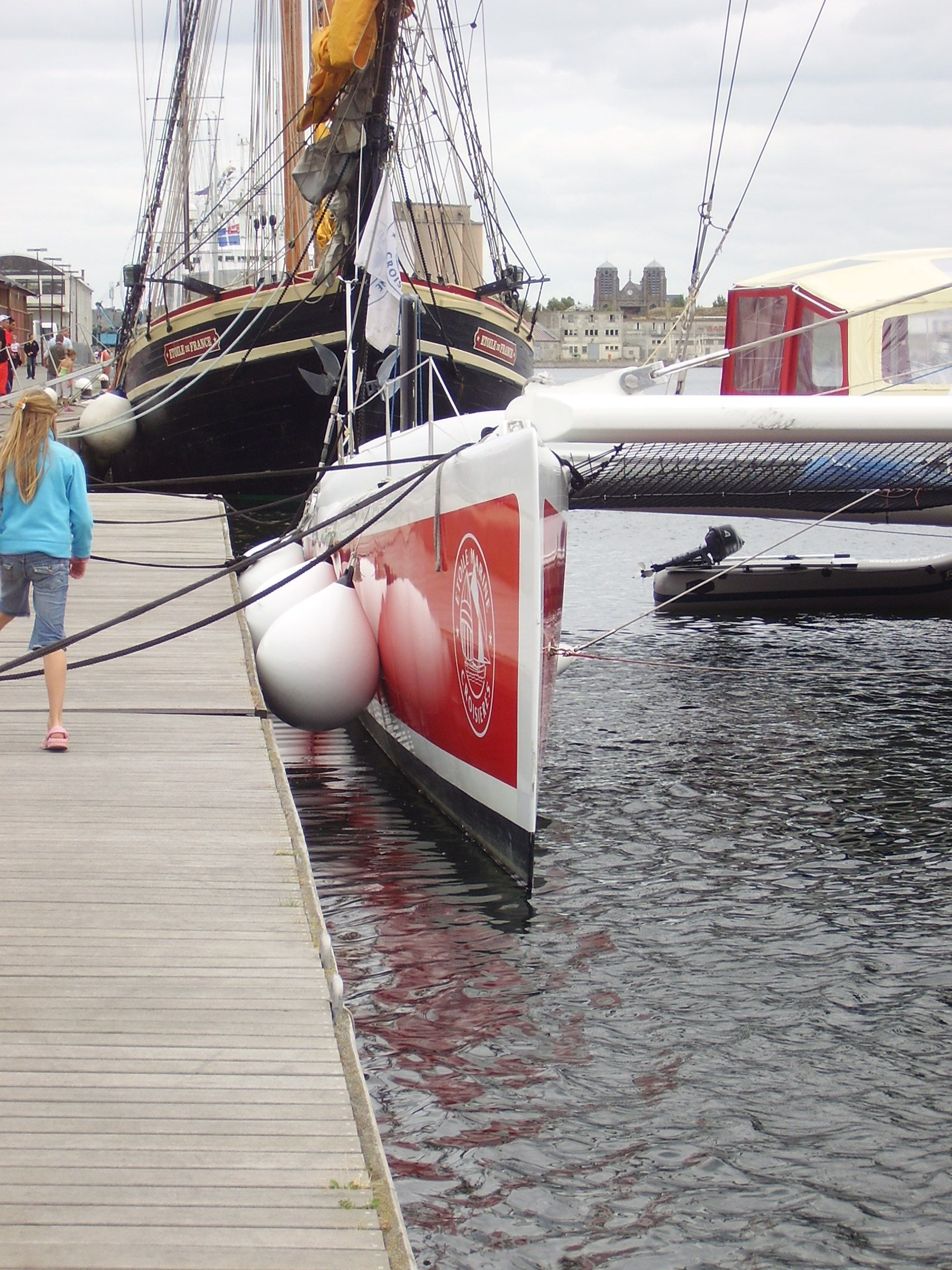
Kugelfender für Yachten
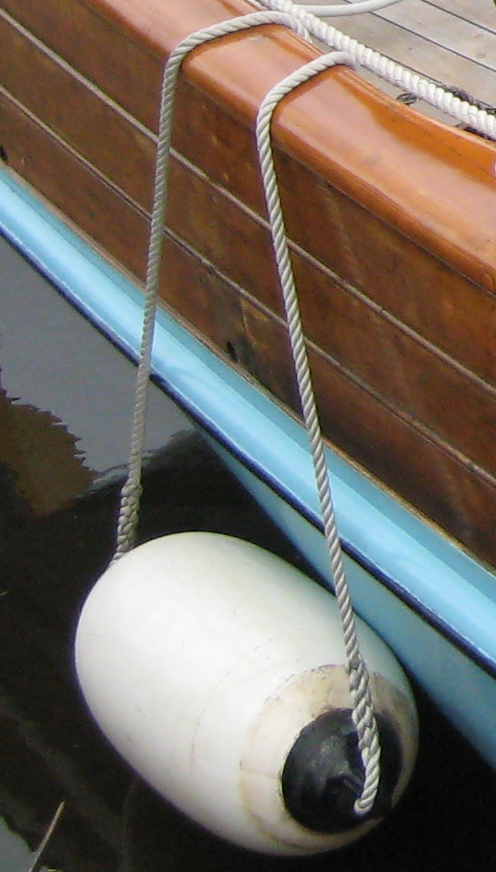
Fender
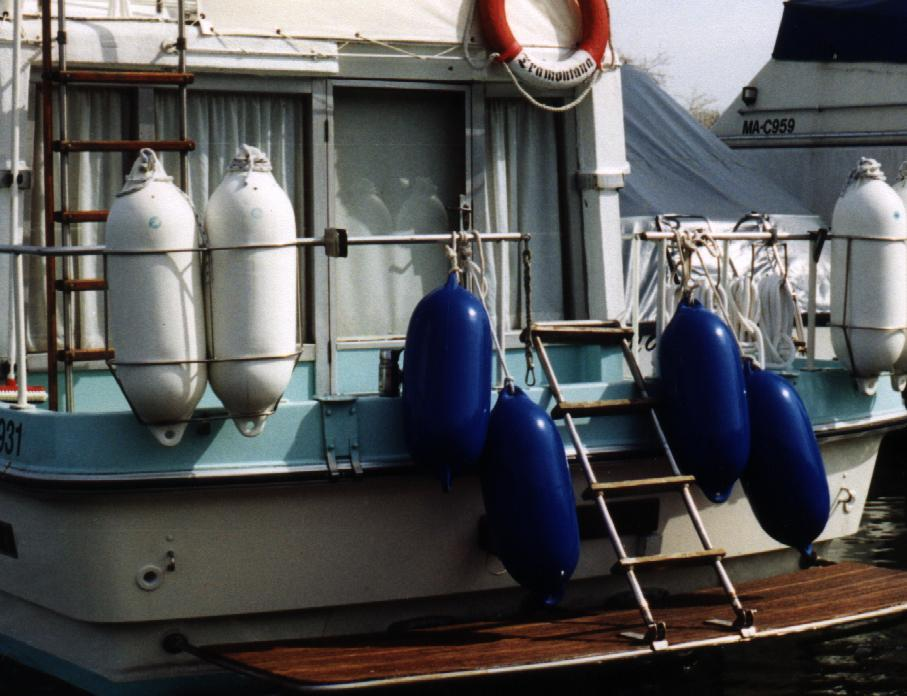
Walzen- oder Langfender am Heck eines Sportbootes
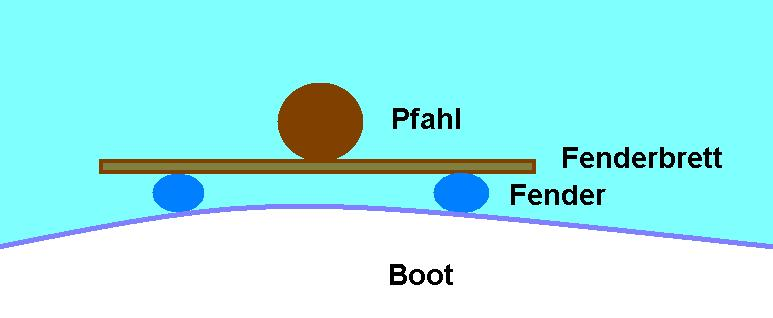
Skizze, Fenderbrett, Aufsicht
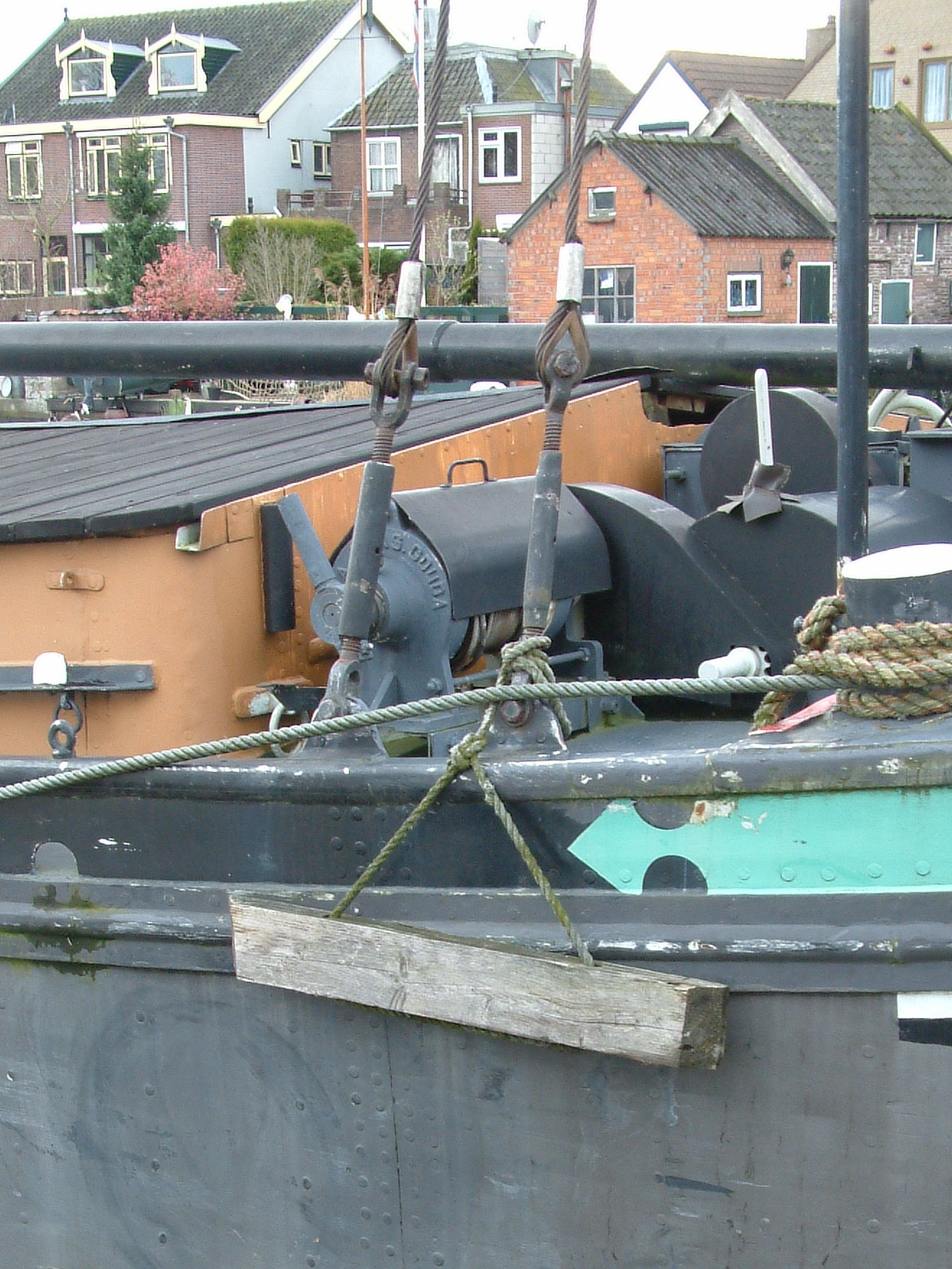
Reibholz
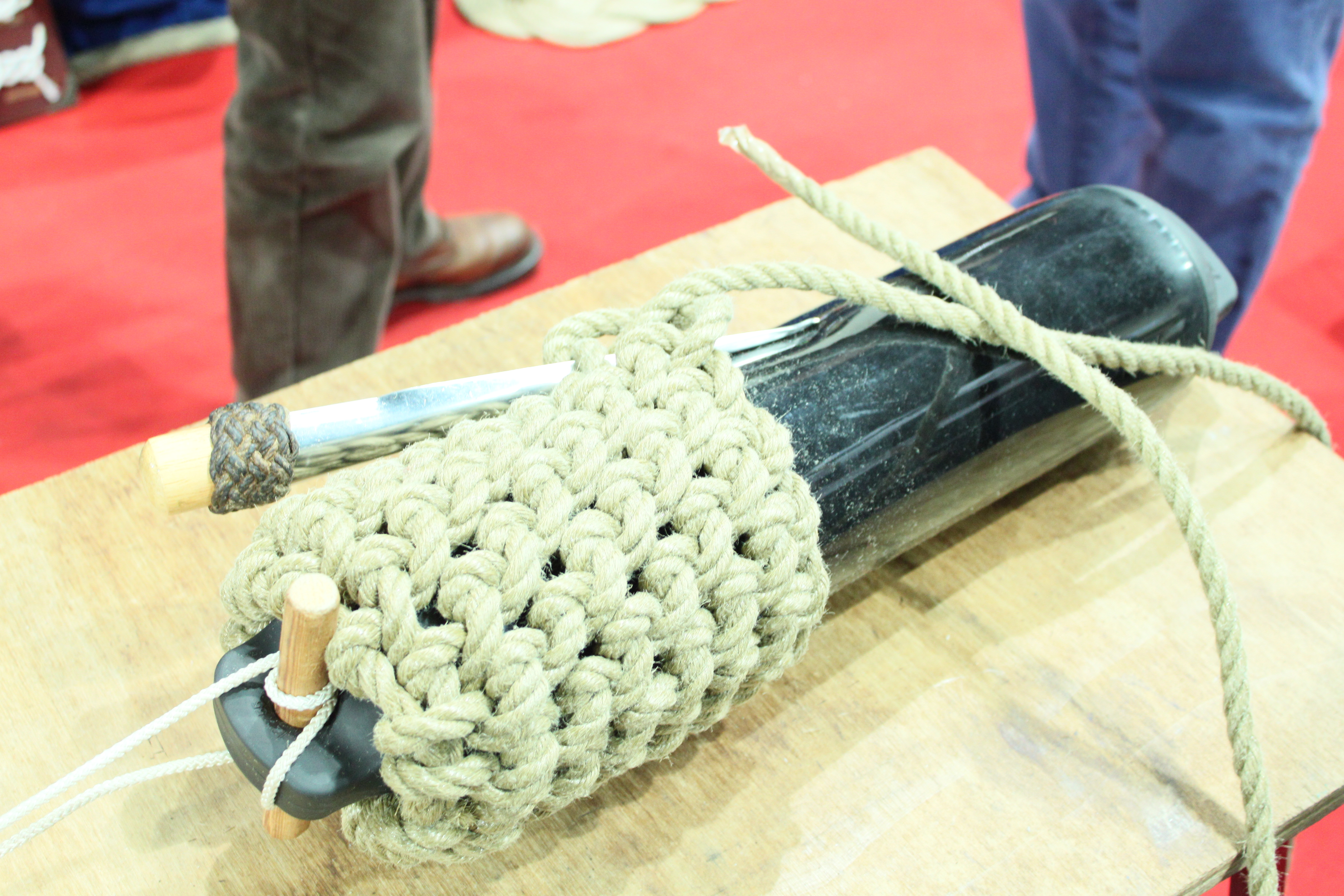
Fender mit traditionell geflochtenem Tauwerk

## Fender als Bestandteil der Kaianlagen
Für größere Schiffe verwendet man eigenständig gegründete Fender, die Teil der Kaianlagen sind. Auf rohrförmigen Pfählen sind dazu mit Holz (zum Schutz der Schiffsoberfläche) belegte Platten montiert. Z. B. legen Öltanker an einer Tankerlöschbrücke wie in Wilhelmshaven nicht direkt an einem Kai an, sondern an einem Paar von großen Fendern, die in geringem Abstand vor dem Kai aus dem Wasser ragen. Sie sind elastisch ausgeführt (und das unterscheidet sie von Dalben), damit sie bis zu einem gewissen Maß auch die Schiffsbewegungen beim Anlegen und bei Wellengang mitmachen können.

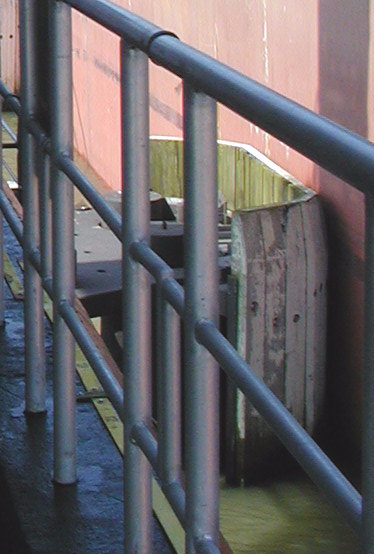
Fender an der Tankerlöschbrücke Wilhelmshaven
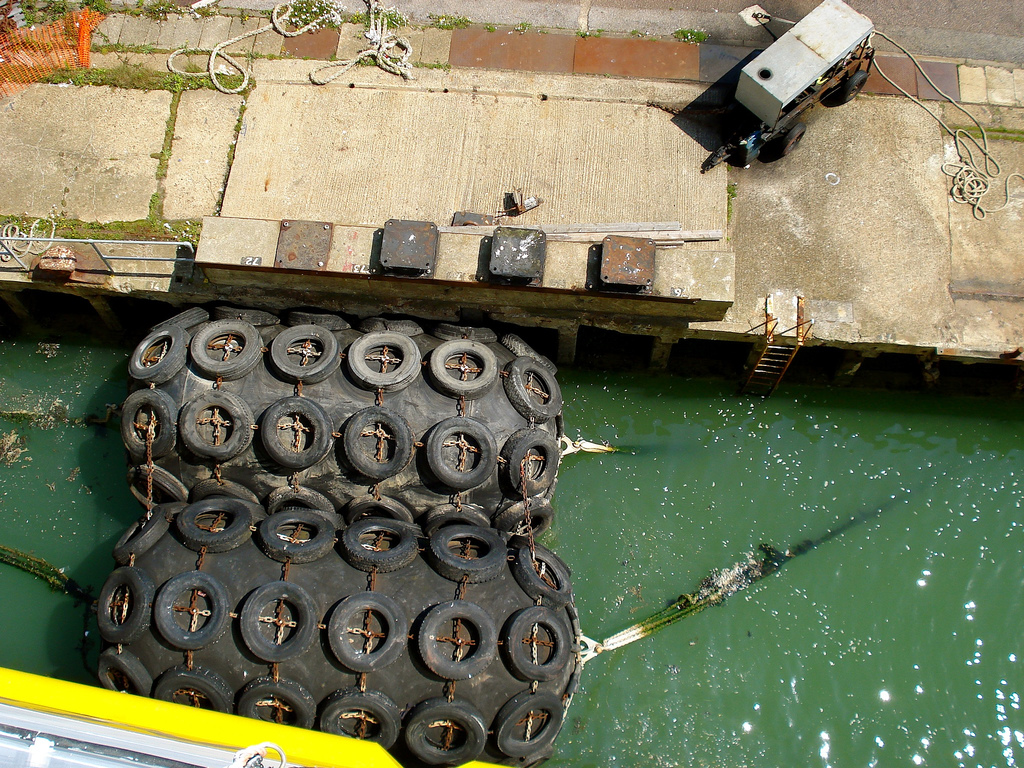
Zwei Yokohama-Fender an einer Kaimauer